# Pruebas de fin de año

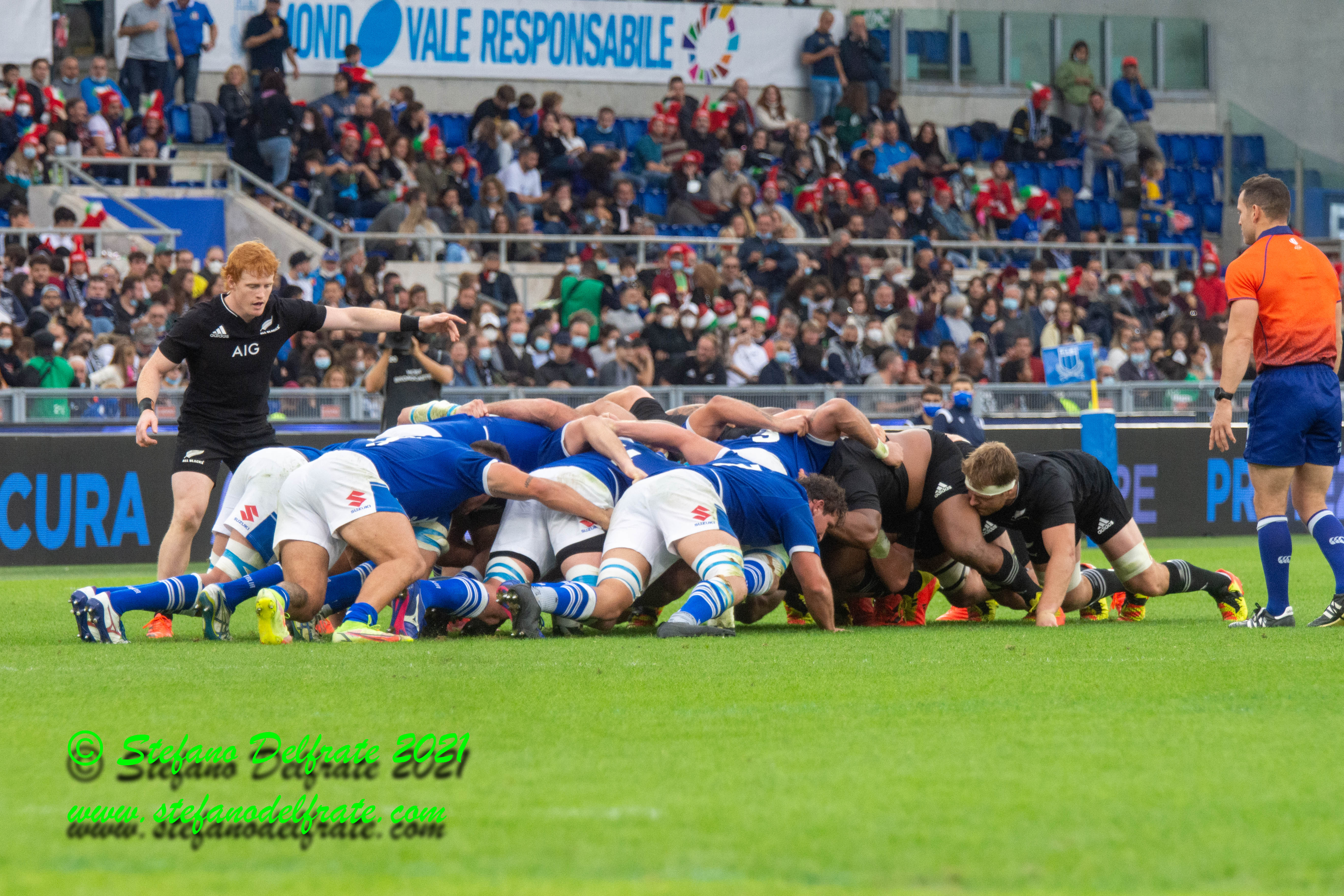
Italia vs. Nueva Zelanda, noviembre de 2021.

En el rugby, las pruebas de fin de año son los últimos partidos internacionales que se juegan anualmente. Existen desde 2000, impactan al World Rugby Ranking y acontecen en los meses de noviembre y diciembre.
Tradicionalmente las potencias del Torneo de las Seis Naciones son locales y reciben a las superpotencias de The Rugby Championship, devolviendo la hospitalidad de las pruebas de mitad de año y es por esto que en el hemisferio norte se los apoda «internacionales de otoño».

## Historia
Inspirados en los New Zealand Natives y los europeos Leones Británicos e Irlandeses, las selecciones realizaban hasta 1999 largas giras; que llegaron a durar meses; y jugaban una serie contra un rival (ej. Francia acostumbraba a jugar dos pruebas ante Argentina cada pocos años) o enfrentaban a varias selecciones (como el Grand Slam de los Wallabies contra los británicos en 1984).
Con la profesionalización del rugby en 1995 y la creación del Torneo de las Tres Naciones 1996, las giras disminuyeron y los ingresos económicos se hicieron insuficientes. Por eso para 2000 Vernon Pugh, presidente de la World Rugby, decidió crear las pruebas de mitad de año y las pruebas de fin de año.

### Años 2000

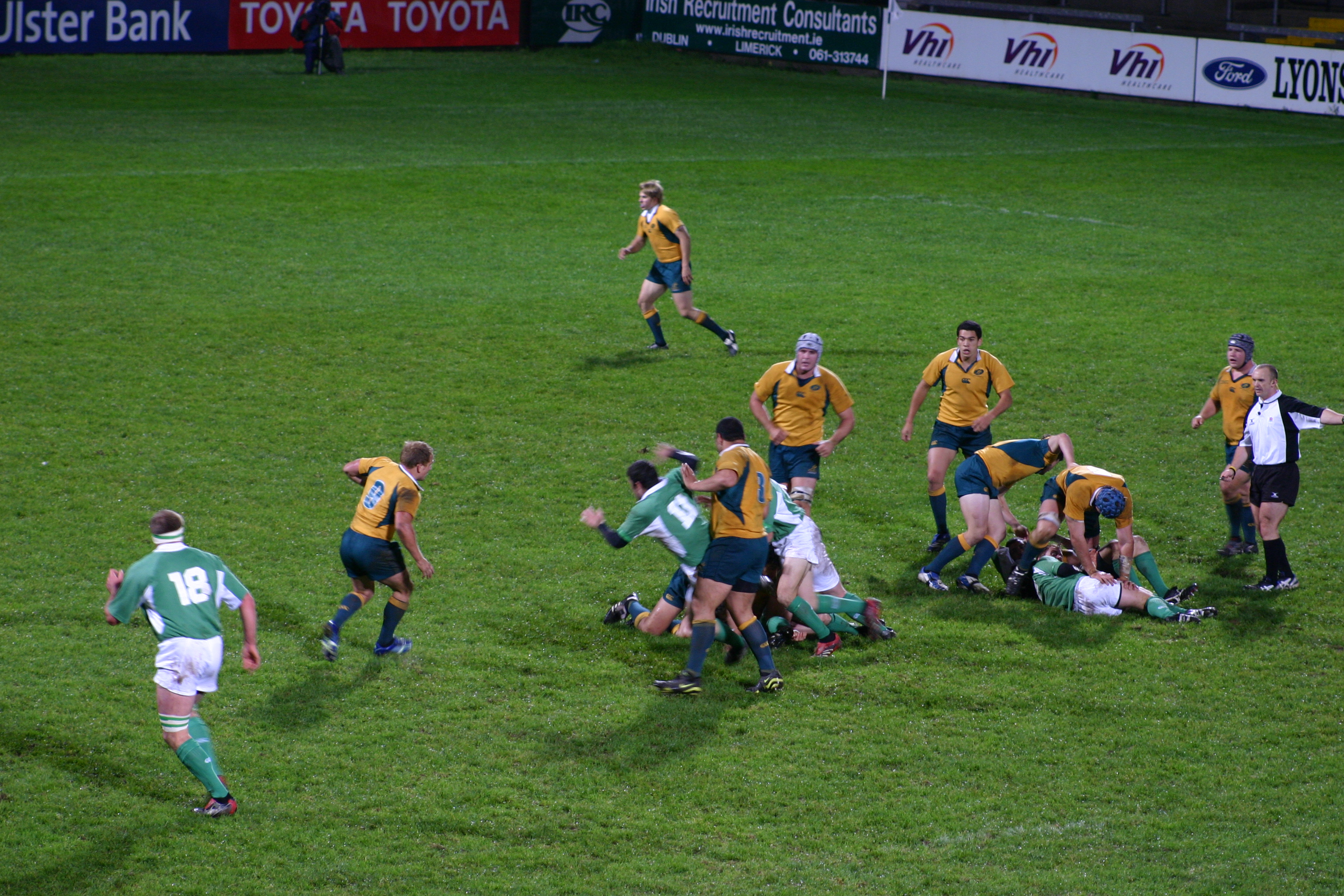
Irlanda vs. Australia, noviembre de 2006.

- Pruebas de fin de año 2000
- Pruebas de fin de año 2001
- Pruebas de fin de año 2002
- No se realizan en 2003
- Pruebas de fin de año 2004
- Pruebas de fin de año 2005
- Pruebas de fin de año 2006
- No se realizan en 2007
- Pruebas de fin de año 2008
- Pruebas de fin de año 2009

### Años 2010
- Pruebas de fin de año 2010
- No se realizan en 2011
- Pruebas de fin de año 2012
- Pruebas de fin de año 2013
- Pruebas de fin de año 2014
- No se realizan en 2015
- Pruebas de fin de año 2016
- Pruebas de fin de año 2017
- Pruebas de fin de año 2018
- No se realizan en 2019

### Años 2020
- Pruebas de fin de año 2020
- Pruebas de fin de año 2021
- Pruebas de fin de año 2022
- No se realizan en 2023
- Pruebas de fin de año 2024
- Pruebas de fin de año 2025

Cada selección normalmente juega tres o cuatro pruebas y también pueden enfrentar a equipos no nacionales como regiones o clubes, como Tucumán o los Chiefs. Además, una de las superpotencias del hemisferio sur (Australia, Nueva Zelanda o Sudáfrica) a menudo juega el tradicional «Final Challenge» contra los Barbarians; generalmente en el Estadio de Twickenham en Londres.

## Copa del Mundo
En los años que se juega la Copa del Mundo se denominan pruebas de preparación y se llevan a cabo inmediatamente antes del inicio del campeonato. Se establecieron para la Copa Mundial de Australia 2003.
Su función entonces no es devolver la visita del otro hemisferio, sino que toman relevancia para la preparación de las selecciones participantes. Durante ellas los entrenadores en jefe observan la condición física de los rugbistas, evalúan el nivel del equipo, ajustan tácticas y definen los planteles definitivos.
- Australia 2003
- Francia 2007
- Nueva Zelanda 2011
- Inglaterra 2015
- Japón 2019
- Francia 2023

Lamentablemente, debido a la proximidad con el campeonato, han ocasionado famosas lesiones que privaron a rugbistas estrellas de jugar el mundial. Los casos más resonantes fueron el galés Gavin Henson y el francés Romain Ntamack.